# Gigantochloa parviflora
Gigantochloa parviflora là một loài thực vật có hoa trong họ Hòa thảo. Loài này được (Keng f.) Keng f. mô tả khoa học đầu tiên năm 1984.